# Euhybus simplex
Euhybus simplex är en tvåvingeart som beskrevs av Axel Leonard Melander 1927. Euhybus simplex ingår i släktet Euhybus och familjen puckeldansflugor. Inga underarter finns listade i Catalogue of Life.